# Oktober 2001
Dit artikel geeft een chronologisch overzicht van alle belangrijke gebeurtenissen per dag in de maand oktober van het jaar 2001.

## Gebeurtenissen

### 1 oktober
- De Vlaamse zorgverzekering treedt in voege. Hierdoor kunnen zwaar zorgbehoevenden die thuis verzorgd worden en personen die in een rusthuis, een verzorgingstehuis of een psychiatrisch verzorgingstehuis verblijven een forfaitaire uitkering ontvangen indien voldaan is aan de voorwaarden.
- Prins Bernhard wordt ter observatie opgenomen in een ziekenhuis in de Keniaanse hoofdstad Nairobi. Bij de prins is een infectie van de luchtwegen geconstateerd.

### 4 oktober
- Een Russisch passagiersvliegtuig stort neer in de Zwarte Zee. Later blijkt dat het door het leger van Oekraïne bij vergissing is neergeschoten.

### 5 oktober
- Hans Cornuit is als directeur personeelszaken vertrokken bij Laurus. Hij is de zoveelste directeur op rij die het geplaagde supermarktconcern Laurus verlaat. Andere bestuurders die Laurus dit jaar, al dan niet gedwongen, vaarwel zegden, waren bestuursvoorzitter Ole van der Straaten, Peter Stuyts, David Kodde en commissaris Ton Risseeuw.

### 6 oktober
- Het Nederlands elftal doet ook in de laatste wedstrijd in de kwalificatiereeks voor het WK voetbal 2002 zijn sportieve plicht. Ondanks de uitschakeling van vorige maand wint de ploeg van bondscoach Louis van Gaal in Arnhem met 4-0 van Andorra door treffers van Pierre van Hooijdonk (strafschop), Clarence Seedorf en Ruud van Nistelrooy (2). Bij Oranje maakt invaller Rafael van der Vaart (Ajax) zijn debuut.
- Een 63-jarige fotoredacteur van het Amerikaanse boulevardblad Sun is overleden aan de gevolgen van de ziekte miltvuur (antrax). Hoe de man de ziekte heeft gekregen is niet bekend. Volgens de Amerikaanse regering wijst (nog) niets erop dat dit ziektegeval het resultaat zou zijn van een terroristische aanval.

### 7 oktober
- Aanval Amerikaanse en Britse strijdkrachten op doelen in Afghanistan. Begin van de Strijd tegen terrorisme.
- Atleten Haile Gebrselassie en Paula Radcliffe winnen in Bristol de wereldtitel op de halve marathon.

### 8 oktober
- Bij een botsing tussen een vliegtuig van de SAS en een Duits privévliegtuig op de luchthaven van Milaan komen 118 mensen om het leven.
- De Russische atoomonderzeeër "Kursk" is veertien maanden nadat het in de Barentszzee is vergaan eindelijk geborgen.

### 11 oktober
- Prins Bernhard heeft het ziekenhuis in Nairobi verlaten en is weer thuis.

### 15 oktober
- Jennifer Capriati lost Martina Hingis na 73 weken af als de nummer één op de wereldranglijst der proftennissters; de Amerikaanse moet die positie na drie weken alweer afstaan aan haar landgenote Lindsay Davenport.

### 16 oktober
- Ook in Nederland groeit de angst voor bioterreur. Onderzoeksinstituut ID Lelystad heeft vijftien pakjes onderzocht op aanwezigheid van de miltvuurbacterie.

### 17 oktober
- De vertrekkende Israëlische minister van toerisme, Rechawam Seewi, wordt door Palestijnse terroristen doodgeschoten.
- Het Frans voetbalelftal voert de nieuwste FIFA-wereldranglijst aan, gevolgd door Brazilië en Argentinië.

### 20 oktober
- Ondanks een nederlaag (20-14) in de afsluitende wedstrijd tegen Ierland winnen de Engelse rugbyers het prestigieuze Zeslandentoernooi, dat wegens de uitbraak van mond-en-klauwzeer pas in het najaar wordt besloten.

### 23 oktober
- Apple presenteert een draagbare muziekspeler: de iPod. Het apparaat kost 399 dollar en heeft een harde schijf van 5 GB.
- Het Ierse Republikeinse Leger (IRA) belooft zich te ontwapenen.
- De Hoge Raad bepaalt dat de voormalige Surinaamse legerleider Desi Bouterse onherroepelijk aangemerkt is als cocaïnehandelaar en een gevangenisstraf moet uitzitten van elf jaar.

### 24 oktober
- Het Ieperse spraaktechnologiebedrijf L&H wordt failliet verklaard door de handelsrechtbank.
- De sonde 2001 Mars Odyssey bereikt de planeet Mars
- In de Gotthardtunnel voltrekt zich een zwaar ongeluk.

### 25 oktober
- Windows XP wordt uitgebracht
- Elisabeth Thérèse Marie Hélène van België, prinses van België, wordt geboren
- KPN zegt 4800 man ontslag aan. De gedwongen ontslagen moeten het telecomconcern vanaf 2003 een besparing van ruim 1,5 miljard gulden per jaar opleveren. In november brengt het bedrijf dit aantal via vertrekregelingen terug naar 2.800.

### 31 oktober
- Een Russische Sojoez-capsule met de Franse astronaute Claudie Haignere aan boord landt veilig in Kazachstan. Met twee Russische collega's verbleef ze 8 dagen in het internationale ruimtestation ISS.
- De Last Post wordt voor de 25 000-ste keer gespeeld onder de Menenpoort in Ieper.

## Overleden
<< · januari · februari · maart · april · mei · juni · juli · augustus · september · oktober · november · december · >>